# Gosteče
Gosteče so naselje v Občini Škofja Loka.
Gosteče so gručasta vas, ki leži na terasi nad desnim bregom Sore na južnem koncu Soriškega polja med Suho in Medvodami. V vasi stoji podružnična cerkev sv. Andreja.